# Växjö design‐ och konstskola
Växjö design‐ och konstskola var en fristående gymnasieskola i Växjö. Skolan grundades hösten 2003. Grundandet hade föregåtts av ett misslyckat försök att starta en liknande skola av Folkuniversitetet. Initiativtagare och första rektor var Magnus Birgersson, tidigare rektor för Kulturskolan i Lessebo. Den uppgick i Växjö fria gymnasium den 1 juli 2010. Växjö design‐ och konstskola stod nära Svenska glasskolan; skolorna delade lokaler och lärare, men var formellt två skilda friskolor.